# Cultura de La Tène

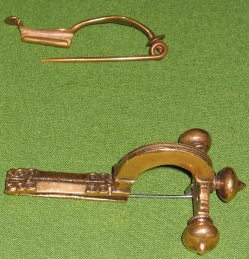
Réplicas. Acima: fíbula da cultura La Tène. Abaixo: fíbula romana do século IV a.C..

A cultura de La Tène foi uma cultura da Idade do Ferro assim denominada em relação ao sítio arqueológico de La Tène no lado norte do lago de Neuchâtel na Suíça, onde um tesouro de artefactos foi descoberto por Hans Kopp em 1857.

## Histórico
A cultura de La Tène desenvolveu-se e floresceu durante a Idade do Ferro tardia (de 450 a.C. até a conquista romana, no século I a.C.) na França oriental, Suíça, Áustria, sudoeste da Alemanha, República Checa e Hungria. Para o norte, estendia-se a cultura contemporânea pré-romana da Alemanha Setentrional e Escandinávia. A cultura de La Tène desenvolveu-se a partir da anterior Cultura de Hallstatt sem qualquer rompimento cultural definido, sob o ímpeto de considerável influência mediterrânea da Grécia antiga, e posteriormente, da civilização etrusca. Uma mudança nos centros de povoamento teve lugar no século IV a.C..
Nosso conhecimento desta área cultural deriva de três fontes: de evidência arqueológica, de evidência literária e, mais controversamente, de evidência etnográfica sugerindo algum tipo de sobrevivência artística e cultural de La Tène nas regiões tradicionalmente célticas da Europa ocidental. Algumas das sociedades que são arqueologicamente identificadas com a cultura La Tène foram identificadas por autores gregos e romanos do século V a.C. em diante, como keltoi e galli.
Heródoto localizou os keltoi no início do Danúbio, no coração da cultura material de La Tène. Se isso significa que toda a cultura La Tène possa ser atribuída a um povo celta unificado é difícil de avaliar; arqueólogos têm repetidamente concluído que linguagem, cultura material e filiação política não correm, necessariamente, em paralelo. Segundo O.H. Frey (Frey 2004), no século V a.C., "os costumes funerários no mundo celta não eram uniformes; pelo contrário, grupos localizados tinham suas próprias crenças, as quais, em conseqüência, também deram origem a expressões artísticas distintas". Em alguns casos, onde os sítios arqueológicos foram sobrepostos pela cultura eslava, qualquer identificação do material cultural de La Tène com os celtas pode transformar-se numa delicada questão local.

## Uma disputada "terra natal" La Tène
Embora não haja concordância sobre a região precisa onde a cultura de La Tène se desenvolveu pela primeira vez, há um amplo consenso de que o centro da cultura jaz nas bordas setentrionais da cultura Hallstatt, ao norte dos Alpes, dentro da região entre os vales de Eifel, Marne e Mosela no oeste, leste da moderna Baviera e Áustria. Em 1994, um conjunto prototípico de túmulos da elite do início do século V a.C. foi escavado em Glauberg, no Hesse, nordeste de Frankfurt-am-Main, numa região que tinha anteriormente sido considerada periférica na esfera cultural La Tène.
De sua terra natal, grupos La Tène se expandiram no século IV a.C. para a Espanha, o vale do Pó, as Balcãs e mesmo tão longe quanto a Ásia Menor, no curso de várias grandes migrações. No século IV a.C., um exército celta sob o comando do líder Breno (século IV a.C.) chegou a Roma e tomou a cidade. No século III a.C., bandos celtas entraram na Grécia e ameaçaram o Oráculo de Delfos, enquanto outro bando se estabelecia na Galácia, Ásia Menor. A cultura celta perdeu sua identidade sob a pressão de Roma e dos Germanos, no século I a.C..

## A cultura La Tène

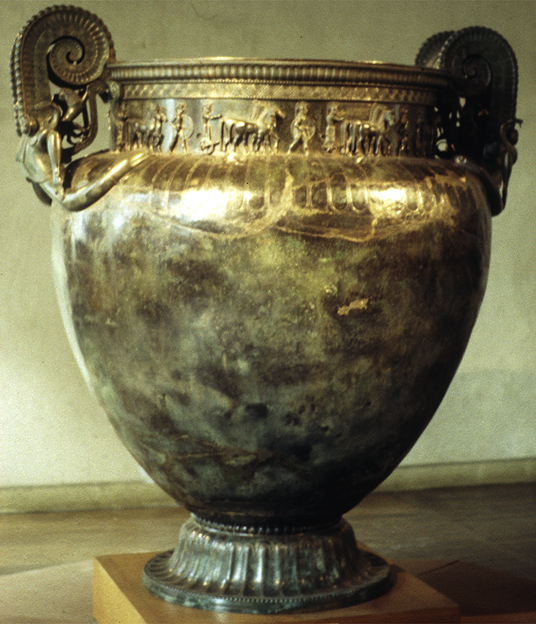
O grande vaso de Vix

Como muitos períodos arqueológicos, a história de La Tène foi originalmente dividida nas fases "antiga" (século VI a.C.), "média" (cerca de 450–100 a.C.), e "tardia" (século I a.C.), com a ocupação romana tornando a cultura marginal e encerrando seu desenvolvimento.
O trabalho em metal de La Tène é caracterizado por espirais e entrelaces intrincados, em finos vasos de bronze, capacetes e escudos, arreios de cavalo e jóias da elite, especialmente os braceletes de pescoço denominados torcs e fivelas elaboradas denominadas fibulae. Ela é caracterizada por formas elegantes, animais e vegetais curvilineares estilizados, com elementos aparentados dos esboços de animais da Cítia, na área da atual Ucrânia, aliadas às tradições de padrões geométricos de Hallstatt.
A cultura material de La Tène surgiu em uma vasta área, incluindo partes da Irlanda e Grã-Bretanha (as moradias lacustres em Glastonbury, na Inglaterra, são um exemplo bem conhecido da cultura La Tène), Península Ibérica setentrional, Borgonha e Áustria. Inumações elaboradas também revelam uma vasta rede comercial. Em Vix, França, uma mulher da elite do século VI a.C. foi enterrada com um caldeirão de bronze feito na Grécia. Exportações das áreas culturais de La Tène para as culturas do Mediterrâneo eram baseadas em sal, estanho e cobre, âmbar, lã e couro, peles e ouro.
Inicialmente, o povo de La Tène viveu em assentamentos abertos que eram dominados pelos fortins de seus chefes, nos altos das colinas. O desenvolvimento de cidades — ópidos— aparece em meados da cultura La Tène. Os habitantes de La Tène construíam com madeira, em vez de pedra ou tijolo. Os povos desta cultura também escavavam poços rituais, nos quais oferendas votivas e até sacrifícios humanos eram lançados. Cabeças decepadas parecem ter sido consideradas como portadoras de grande poder, e eram freqüentemente representadas por esculturas. Sítios de inumação incluíam armas, carroças e bens tanto da elite quanto de seus empregados, evocando uma extrema continuidade na vida após a morte.

## Descoberta: sítio de La Tène
La Tène é uma aldeia na margem setentrional do Lago Neuchâtel (Lac de Neuchâtel), Suíça. É tanto um sítio arqueológico quanto o epônimo da cultura La Tène, da Idade do Ferro tardio, também grafada "Latène" ou "La-Tène".
Em 1857, uma seca prolongada rebaixou as águas do lago em cerca de 2 m. Na extremidade setentrional do lago, entre o rio Zihl e a ponta sul da aldeia de Marin-Epagnier, Hansli Kopp, procurando antigüidades para o coronel Frédéric Schwab, descobriu várias fileiras de estacas de madeira que ainda se estendiam cerca de 50 cm para dentro da água. Entre elas, Kopp recolheu cerca de quarenta espadas de ferro.
O arqueólogo suíço Ferdinand Keller publicou as descobertas em 1868, em seu influente relatório inicial sobre as "palafitas suíças" (Pfahlbaubericht). Em 1863, ele interpretou os restos como sendo de uma aldeia céltica construída sobre estacas. Eduard Desor, um geólogo de Neuchâtel, começou a escavar na margem do largo pouco depois. Ele interpretou o sítio como um arsenal, construído sobre palafitas no lago e posteriormente destruído por ação inimiga. Outra explicação para a presença das espadas de ferro sem corte ali atiradas, era a de que o local servia para a realização de sacrifícios.
Com a primeira baixa sistemática do nível dos lagos suíços entre 1868 e 1883, o sítio ficou completamente seco. Em 1880, Emile Vouga, um professor de Marin-Epagnier, desenterrou os restos de madeira de duas pontes (denominadas "Pont Desor" e "Pont Vouga"), originalmente com mais de 100 m de extensão, que cruzavam o pequeno rio Thiell (hoje, um canal) e os restos de cinco casas na praia. Depois de Vouga haver concluído, F. Borel, curador do museu de Marin, começou a escavar também. Em 1885 o cantão requisitou que a Société d'Histoire de Neuchâtel prosseguisse nas escavações, sendo os resultados das quais publicados por Vouga neste mesmo ano.
Ao término, cerca de 2500 objetos, feitos principalmente de metal, foram inumados em La Tène. As armas predominavam, sendo 166 espadas (a maioria sem sinal de uso), 270 pontas de lança e 22 escudos, junto com 385 broches, ferramentas e partes de carros de guerra. Numerosos ossos humanos e de animais foram também encontrados.
Interpretações sobre o sítio variam. Alguns estudiosos acreditam que a ponte foi destruída pela maré alta, enquanto outros o vêem como um local de sacrifício após uma batalha bem sucedida (não existem praticamente ornamentos femininos). A terra natal original da sociedade La Tène também é alvo de debate: ela jaz em algum lugar na área norte dos Alpes, do Marne, na França oriental, até o Danúbio superior.

## Galeria

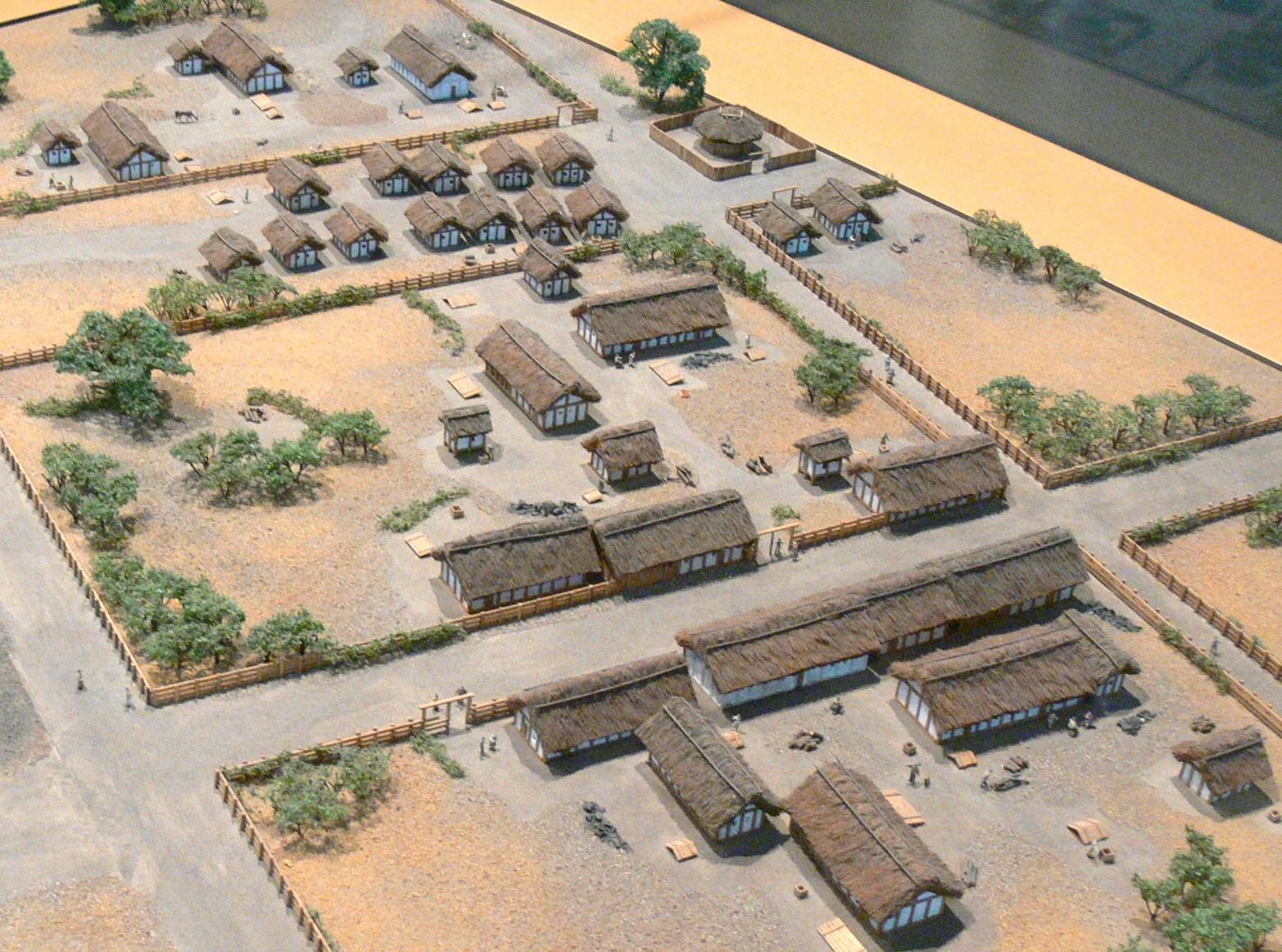
Oppidum de Manching, Alemanha
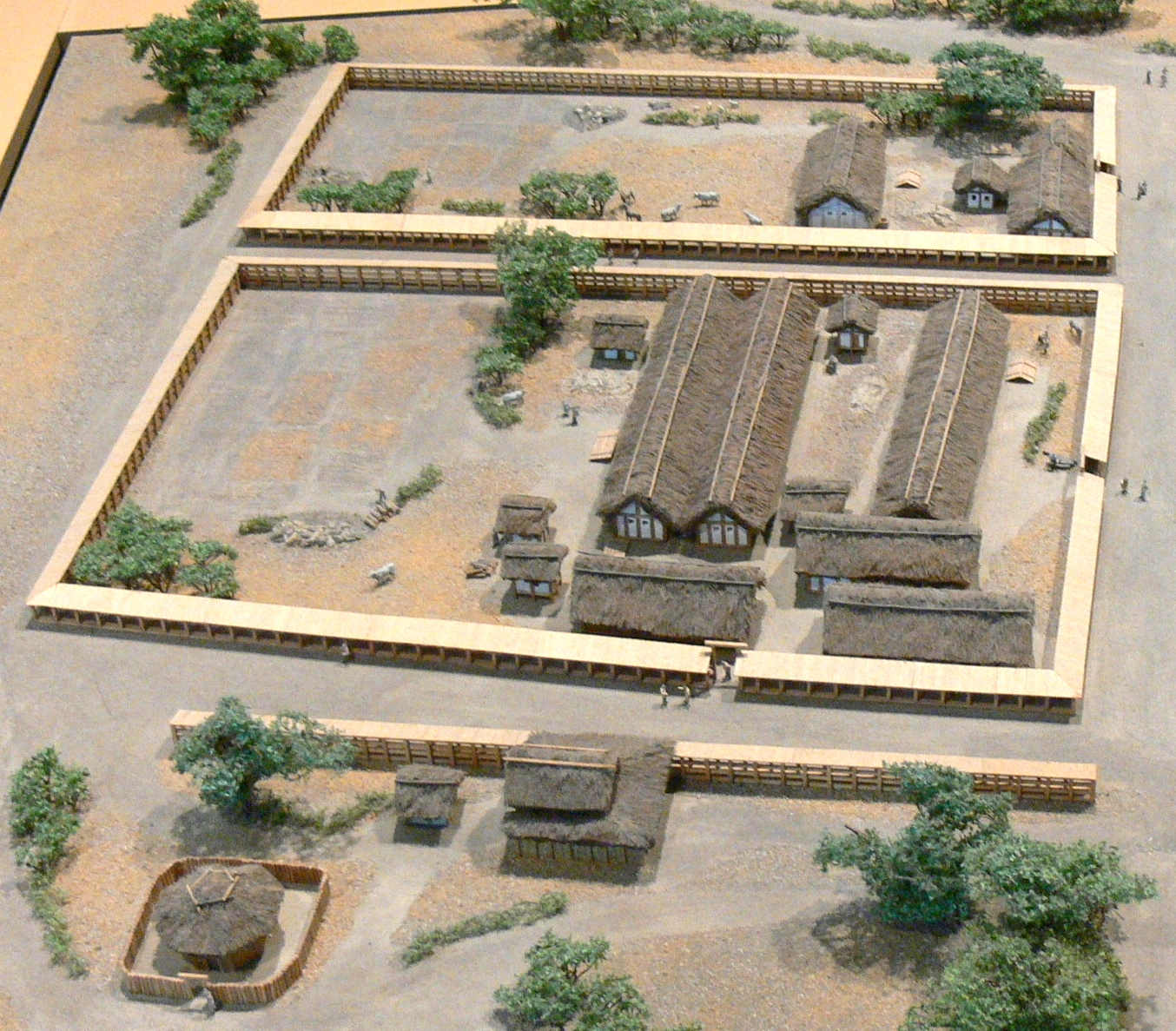
Oppidum de Manching
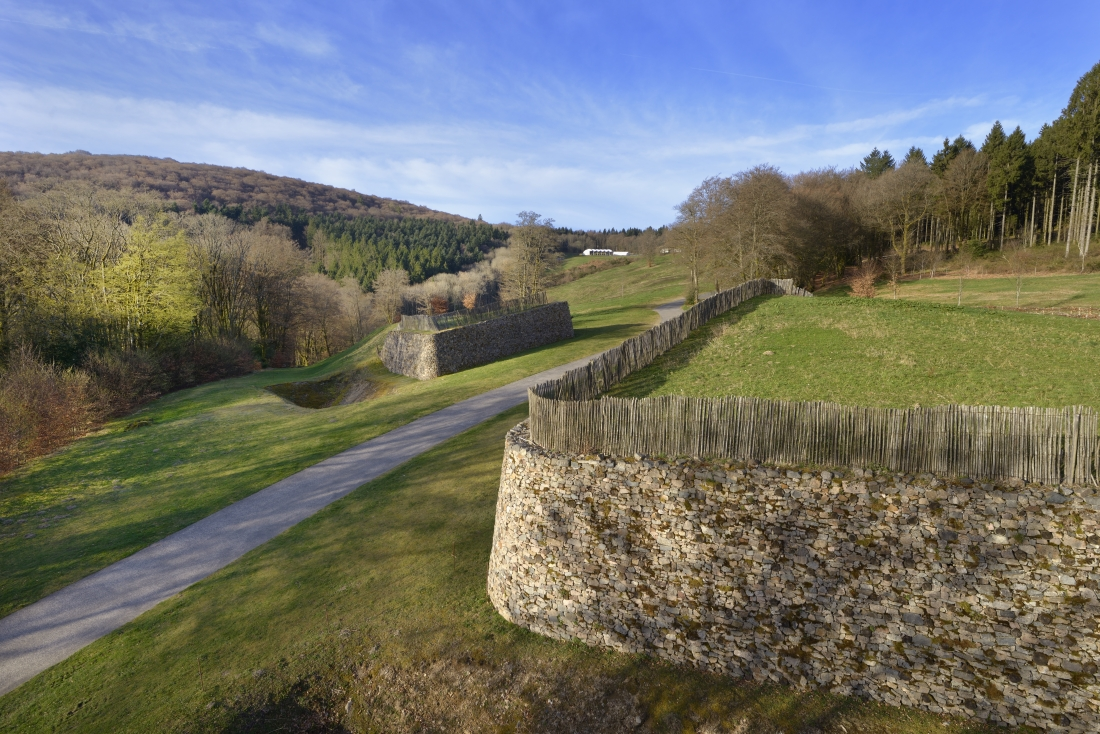
Oppidum Bibracte, França, muralhas exteriores
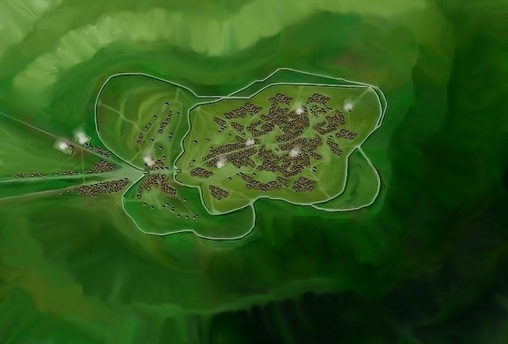
Bibracte
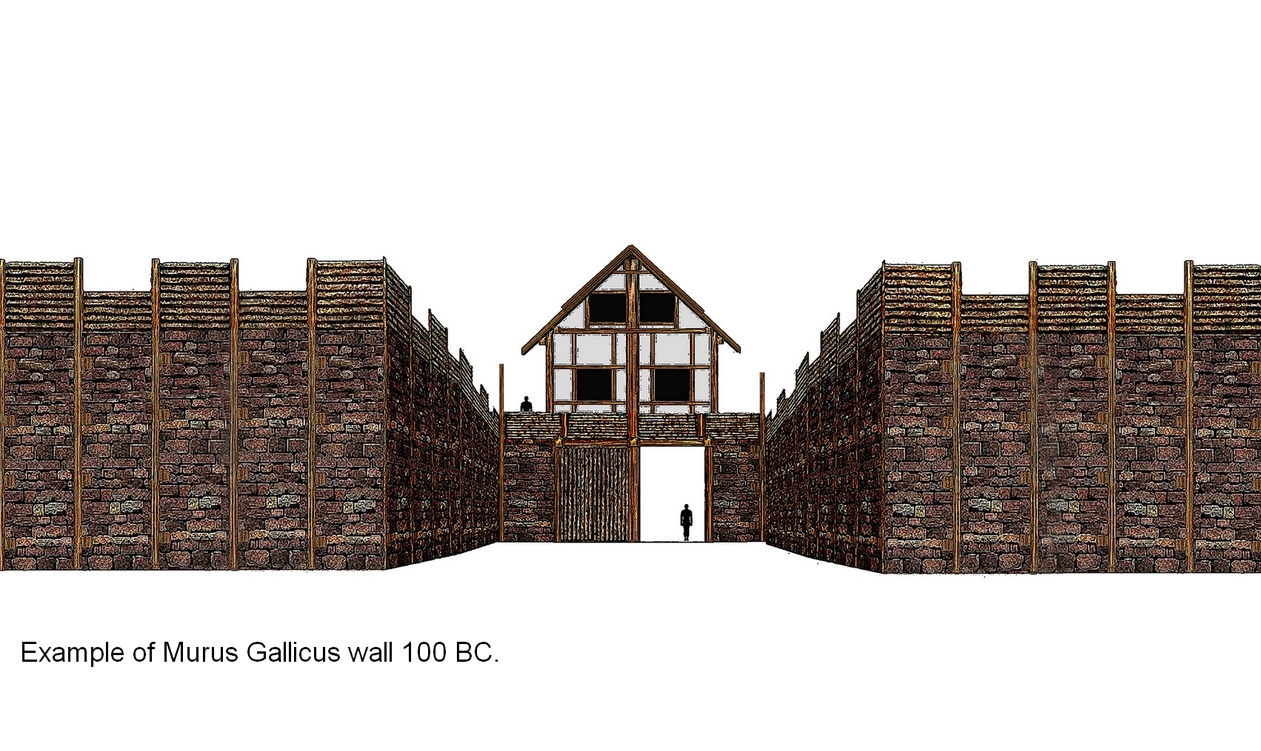
Murus Gallicus
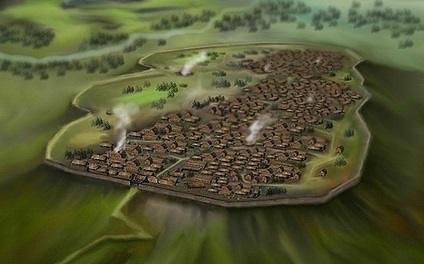
Ilustração do Oppidum.
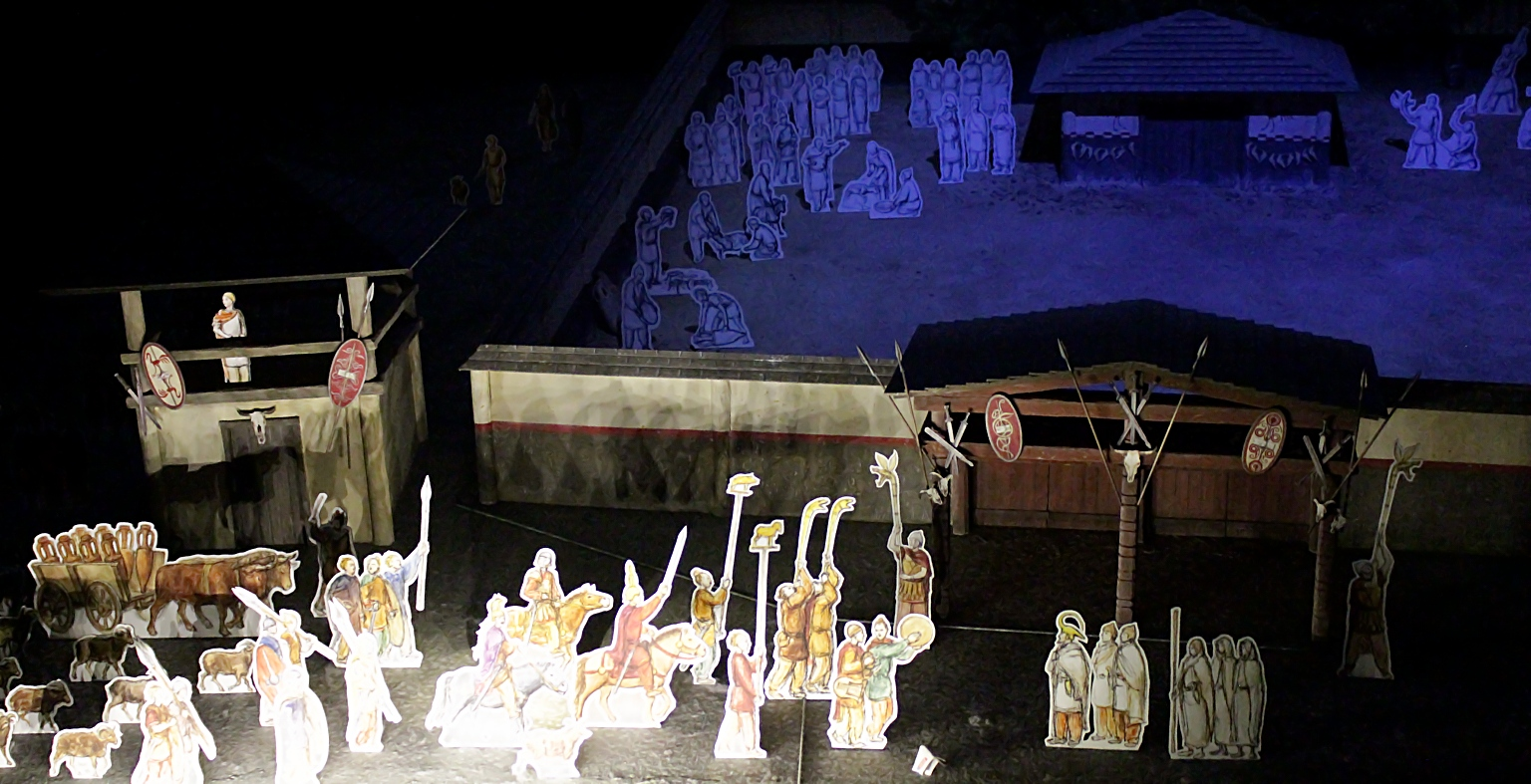
Santuário Tintignac, França
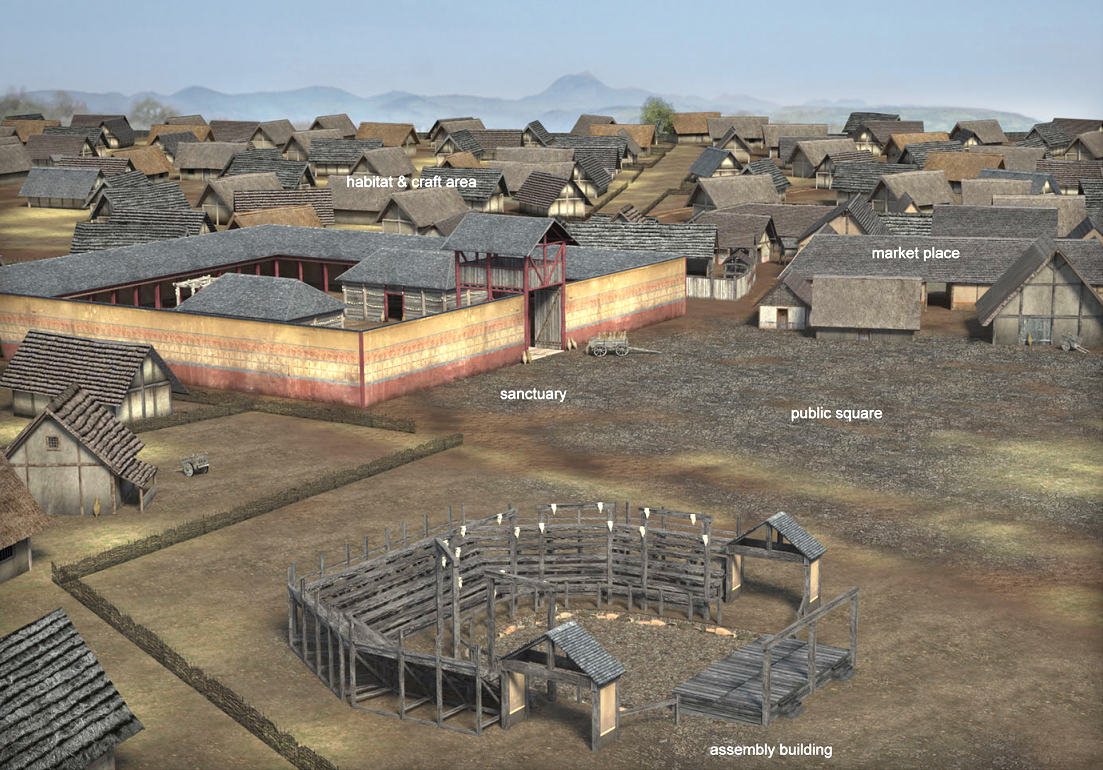
Oppidum Corent, França.
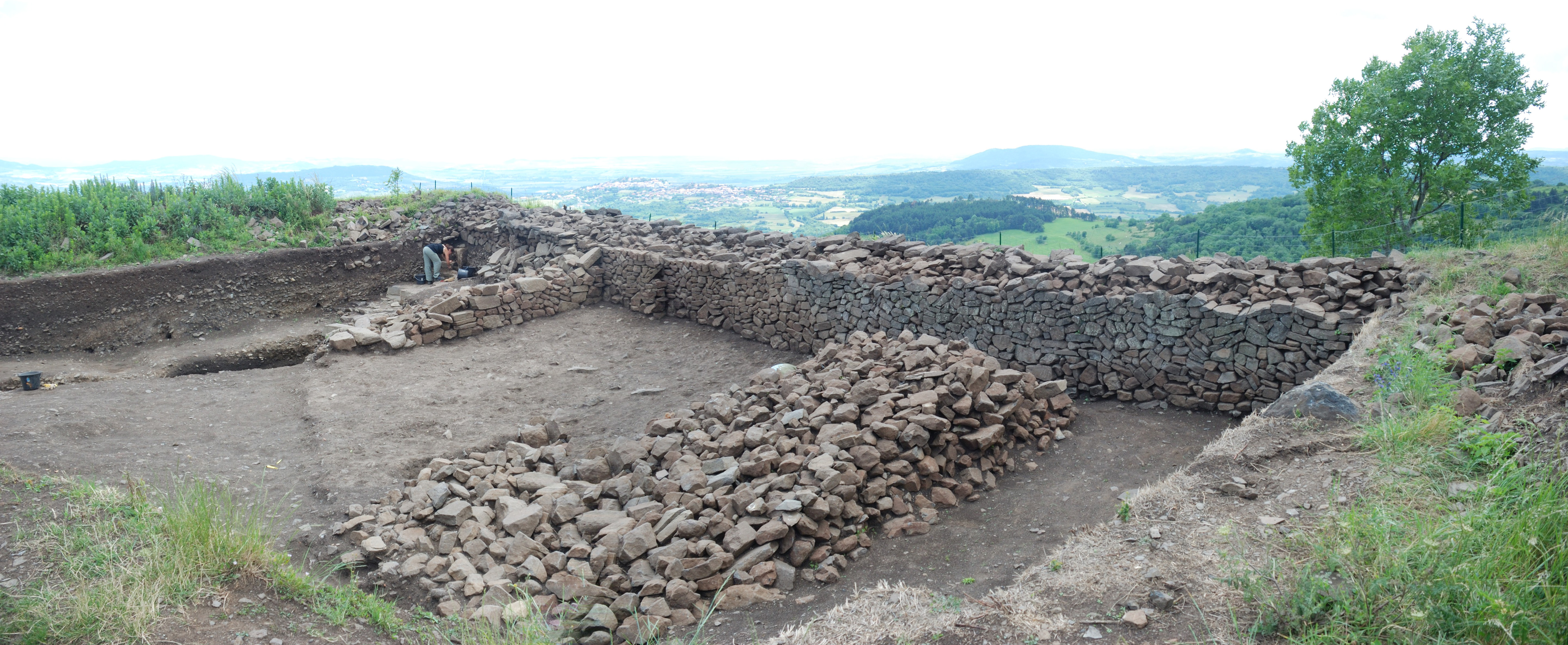
Gergóvia reminiscências da muralha do forte, França
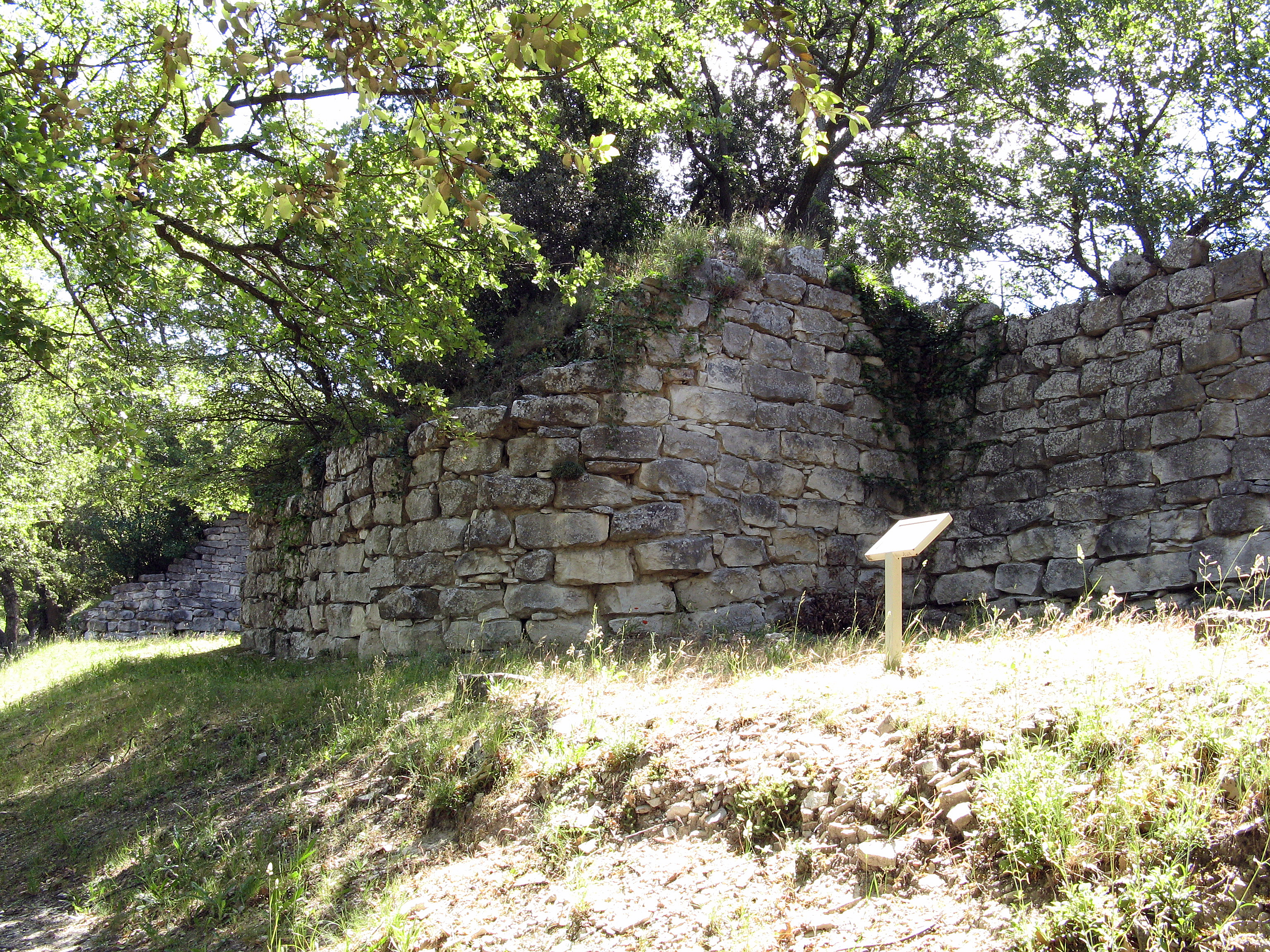
Oppidum de Entremont, França, muralhas exteriores
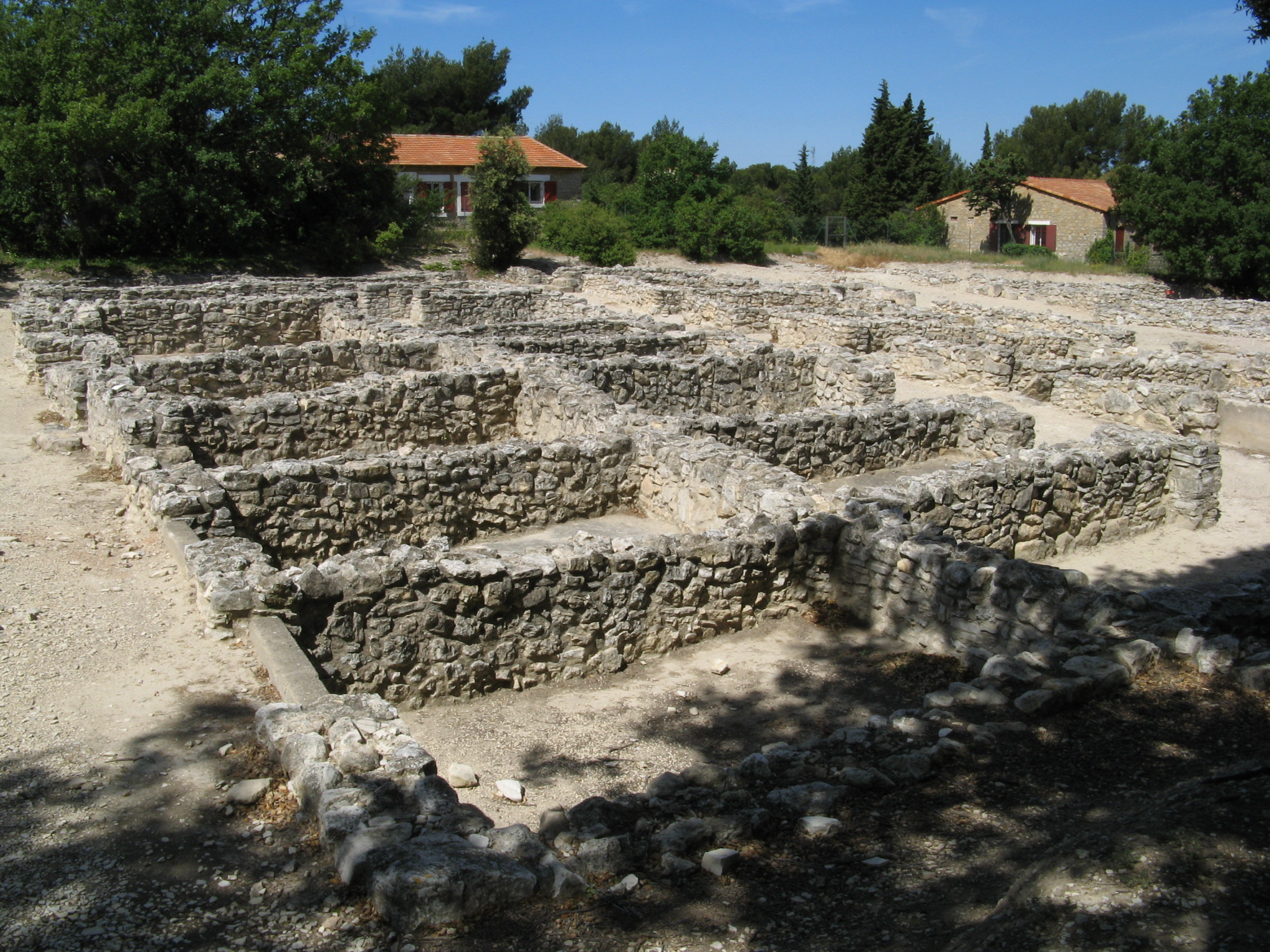
Oppidum de Entremont, França
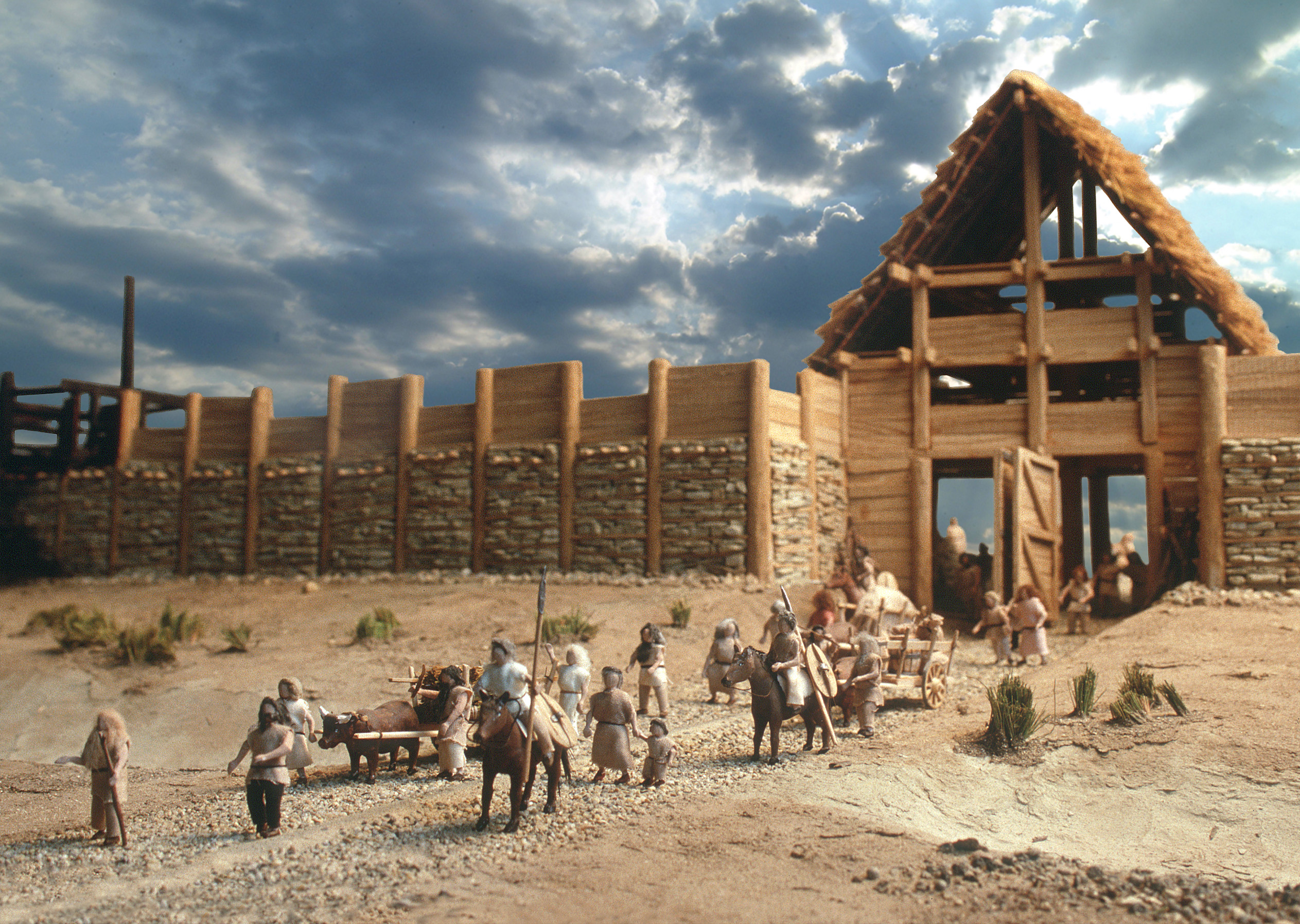
Oppidum do Monte Vully, Suíça
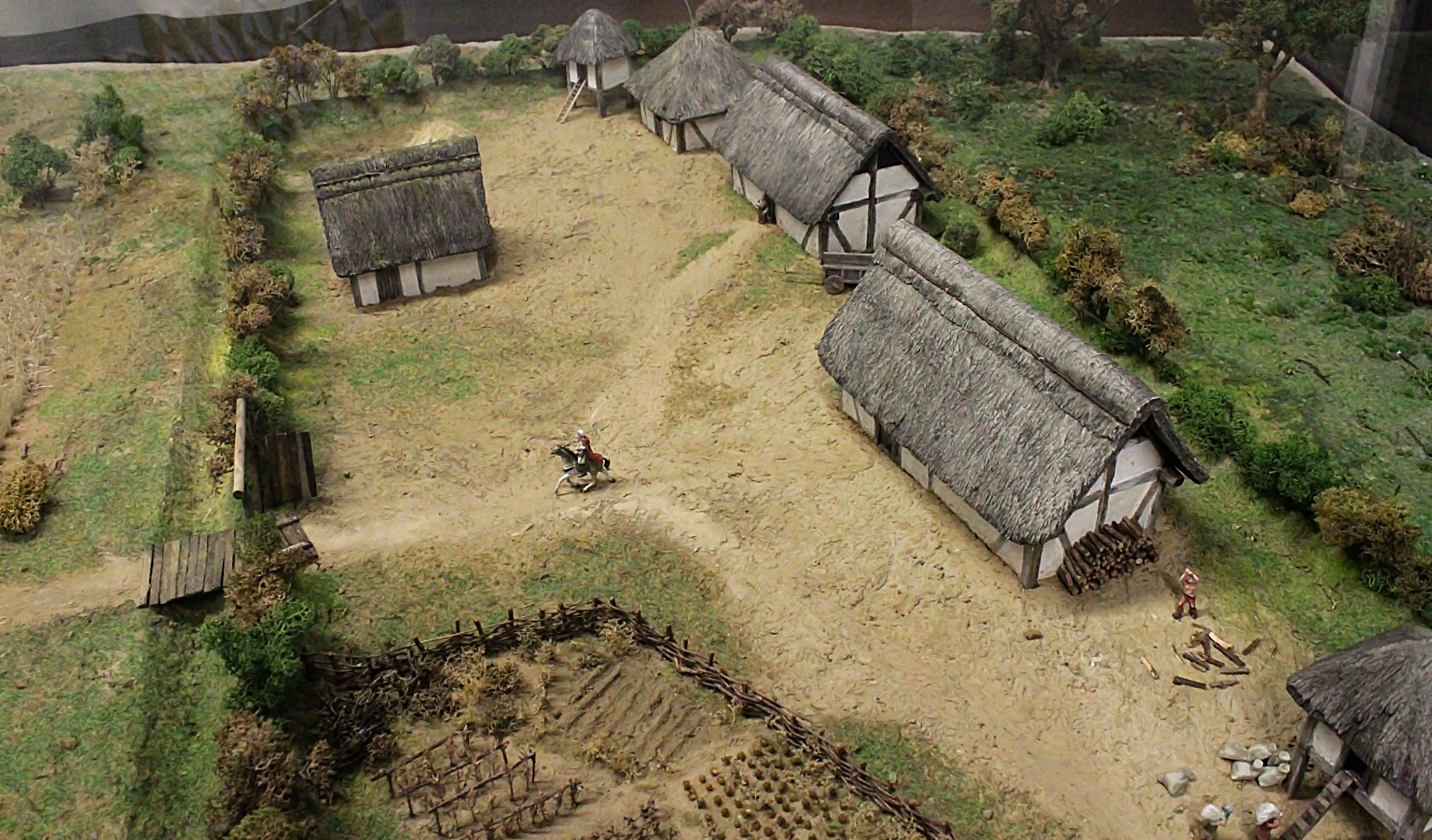
Fazenda Gaulesa Verberie, França
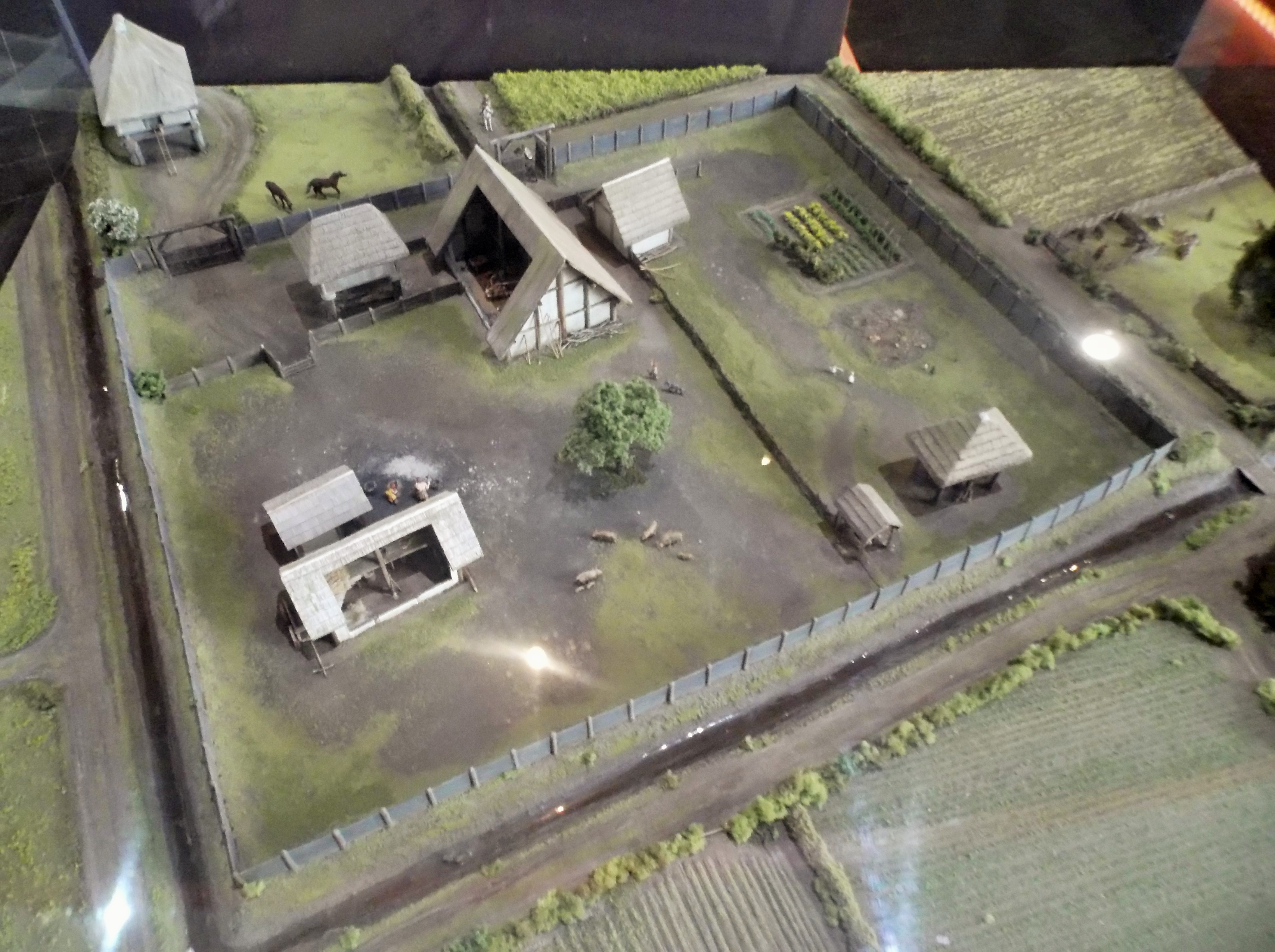
Fazenda gaulesa em Le Patural, França
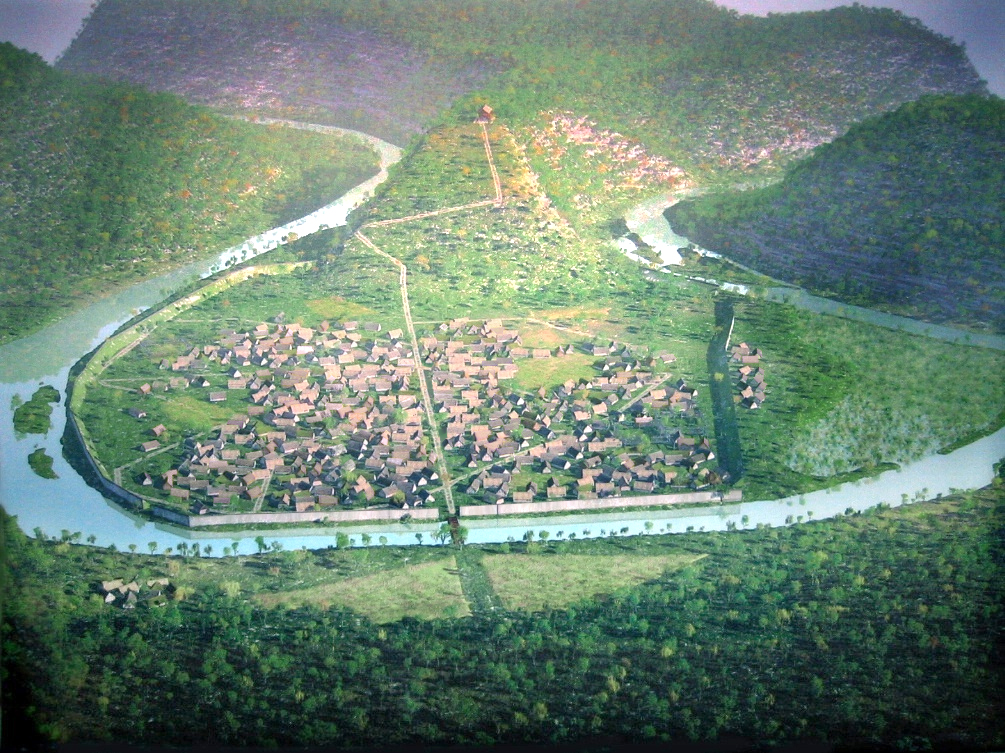
Oppidum Vesontio, França
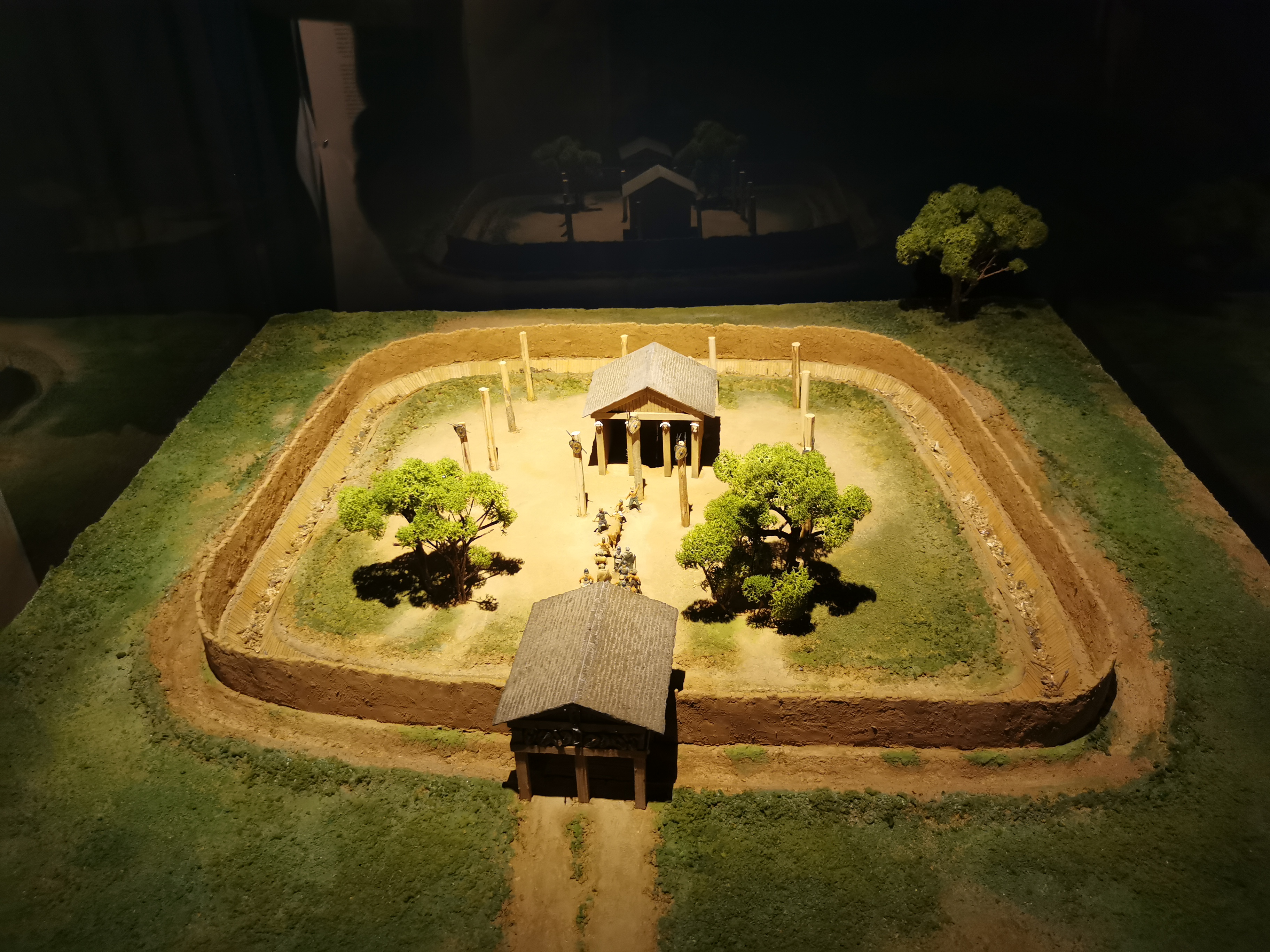
Santuário de Gournay-sur-Aronde, França
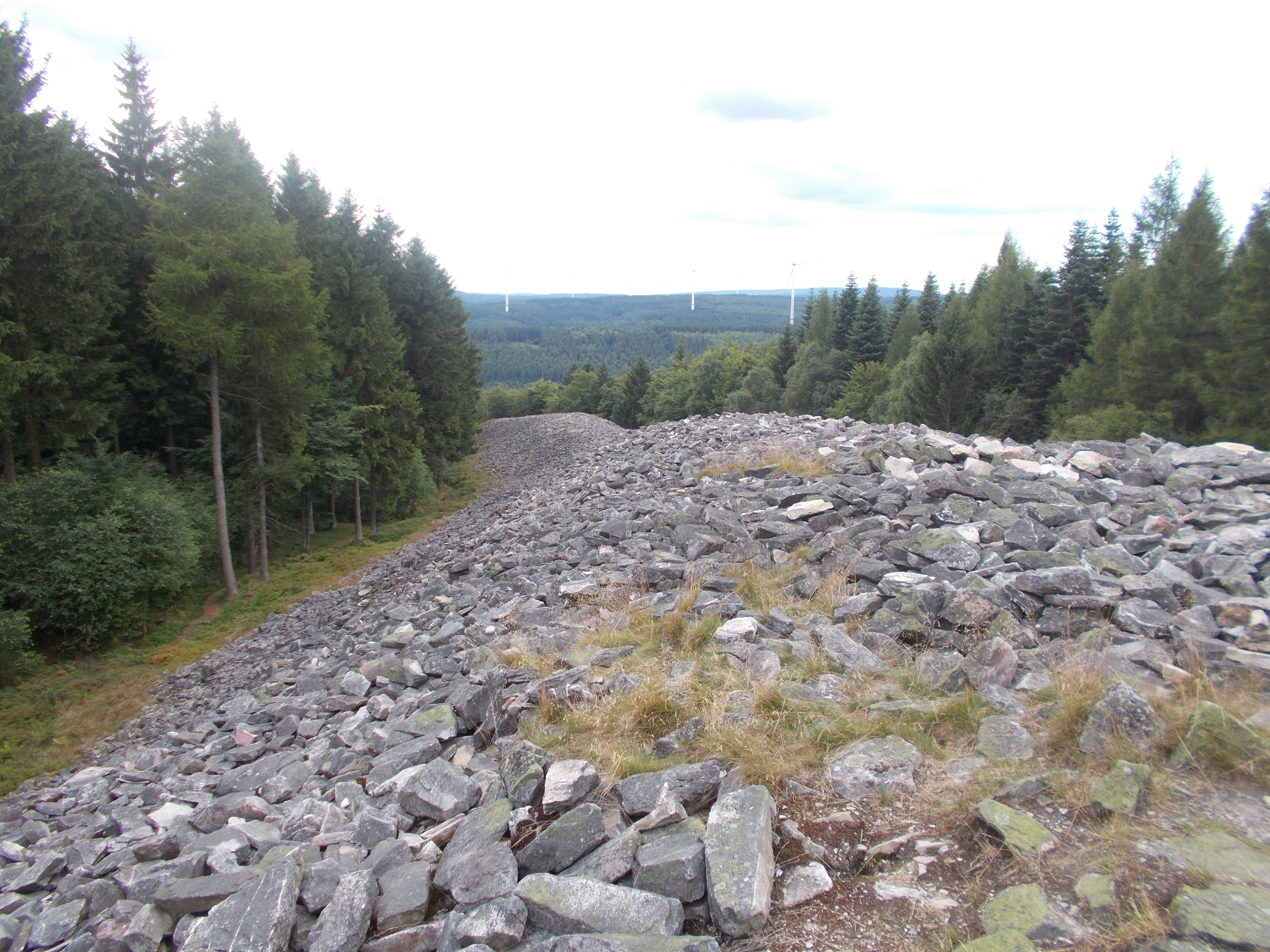
Castro de Otzenhausen, Alemanha
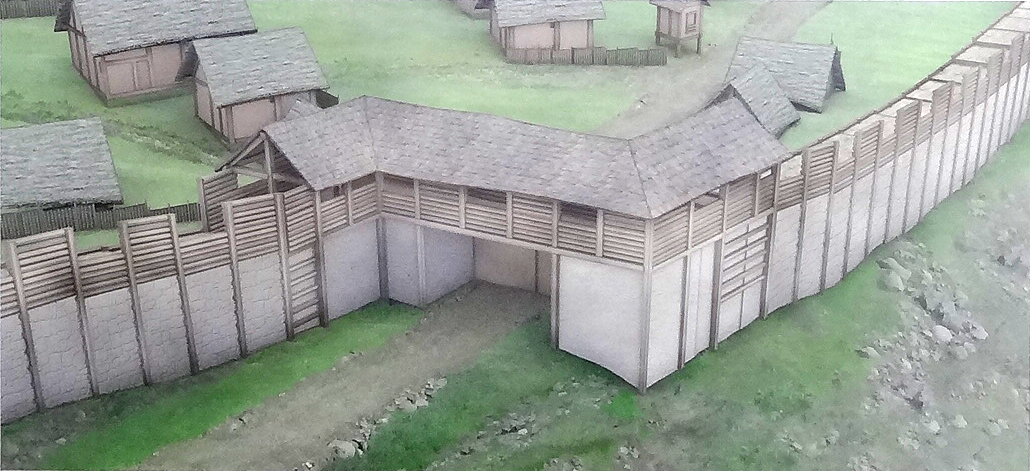
Oppidum Glauberg, Alemanha
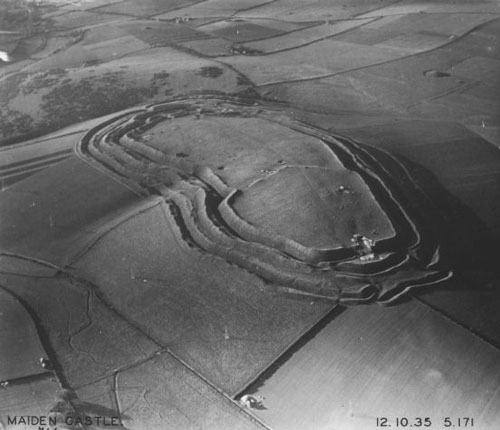
Castro do Castelo da Donzela, Dorset, Grã-Bretanha
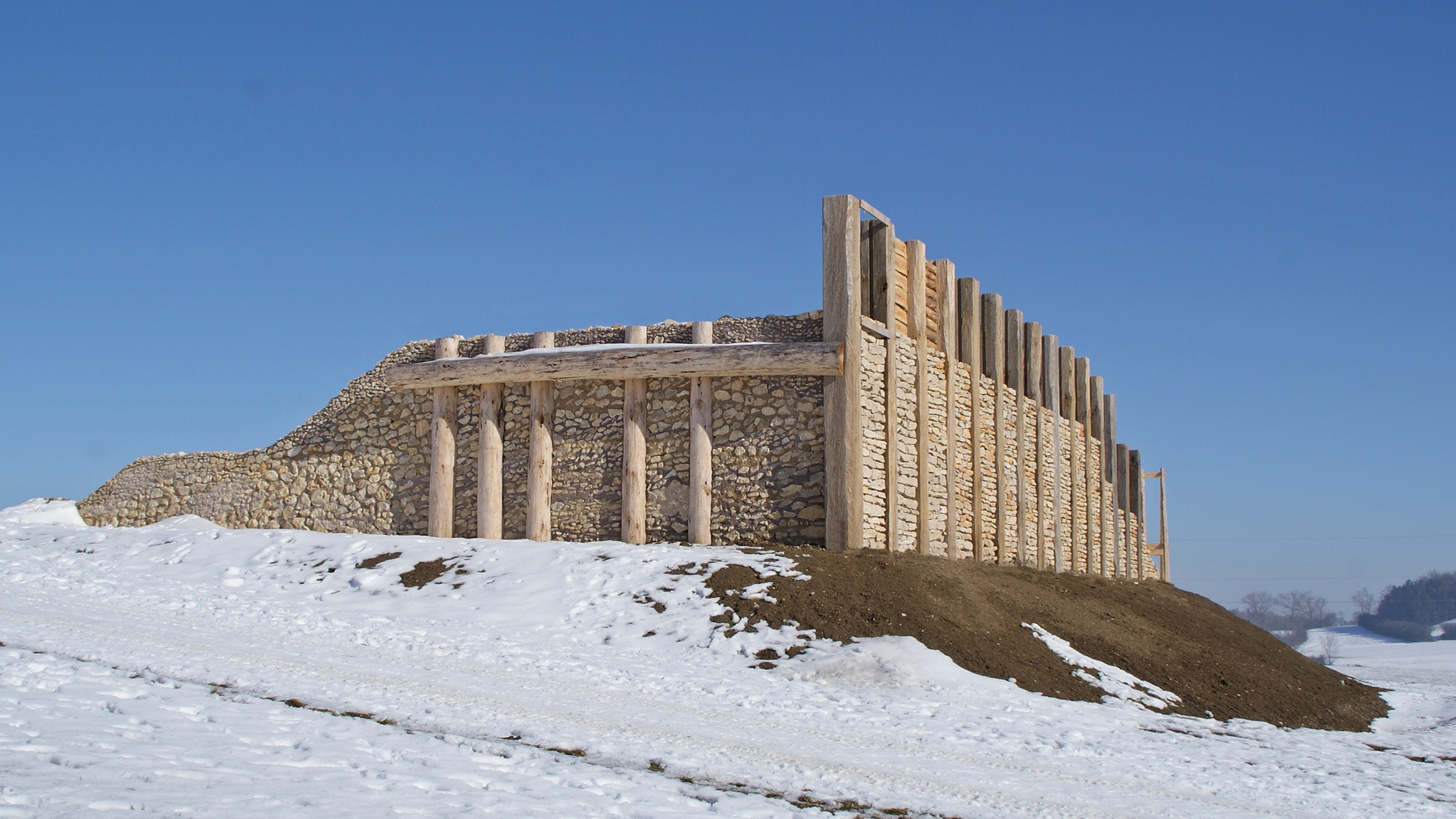
Fortificações na montanha Ipf, Alemanha
Castro Donnersberg, Alemanha
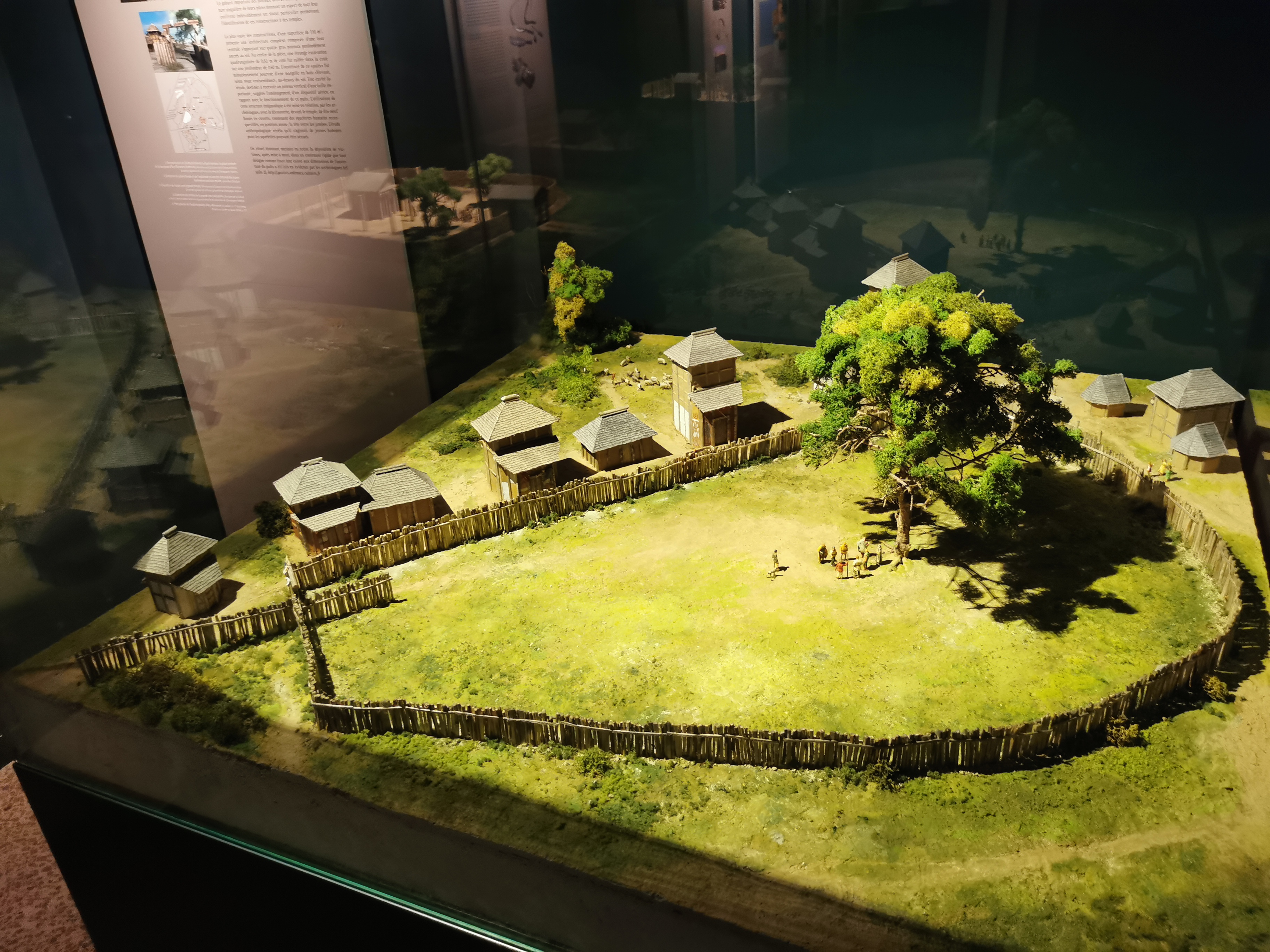
Acy-Romance, França
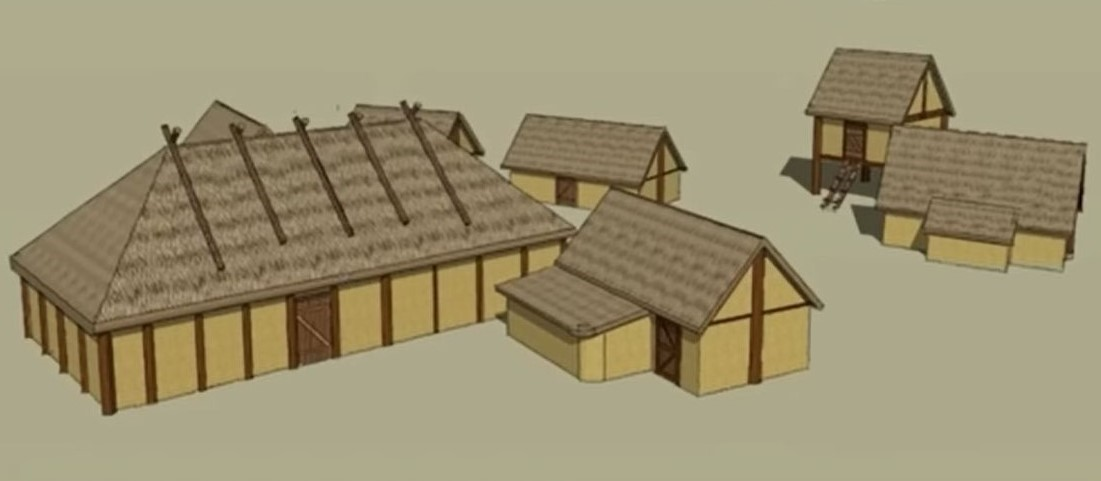
Herdade celta Samborowice, Polónia
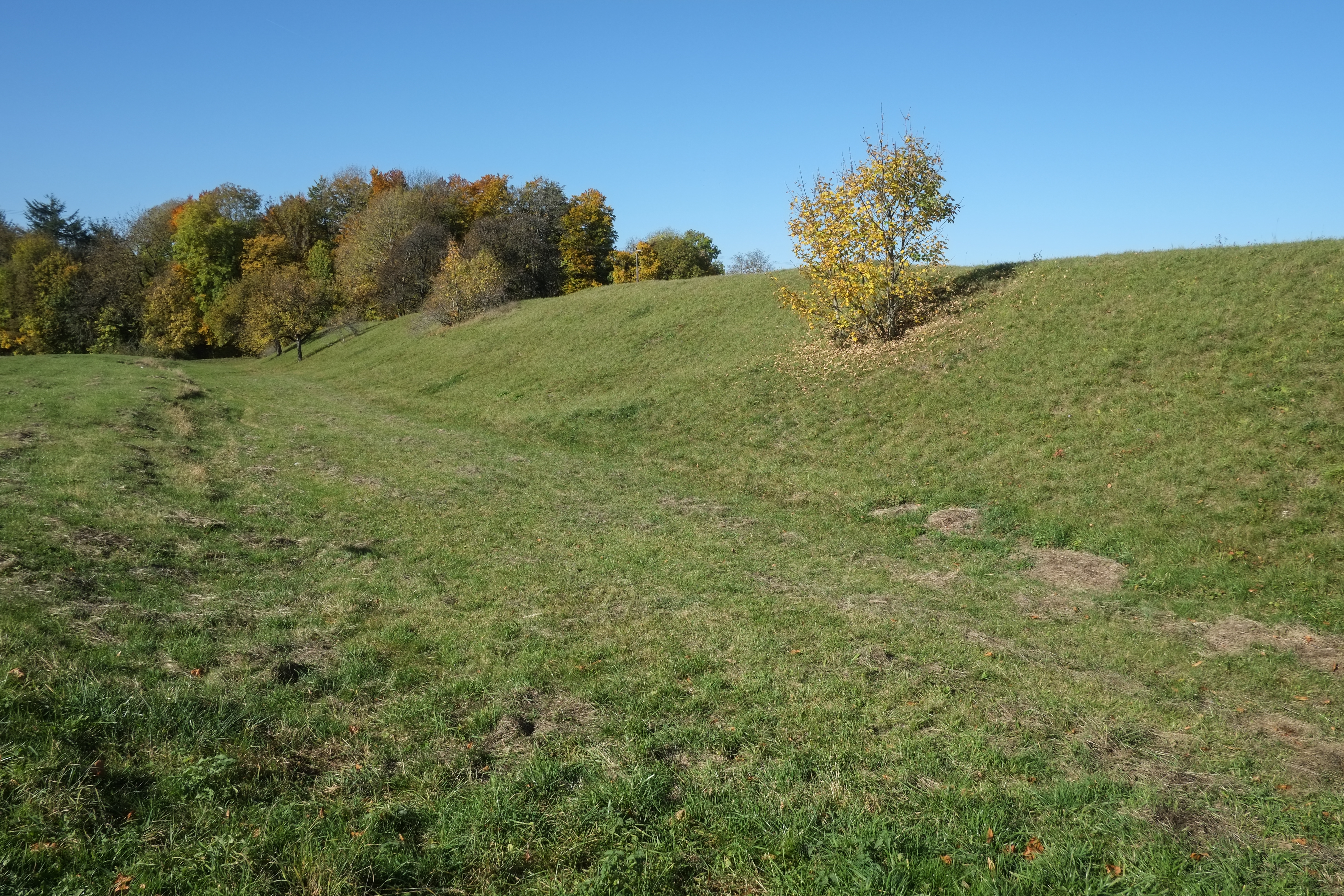
Oppidum Heidengraben , muralha, Alemanha.